# Décès en février 2006
Décès
- 2002
- 2003
- 2004
- 2005
- 2006
- 2007
- 2008
- 2009
- 2010

Pour une information complémentaire, voir la page d'aide.

| Date        | Nom                         | Activités                                                                      | Âge | Source |
| ----------- | --------------------------- | ------------------------------------------------------------------------------ | --- | ------ |
| 1er février | Guy Basquet                 | joueur français de rugby à XV                                                  | 82  |        |
| 1er février | Emmanuel Dungia             | diplomate congolais                                                            | 57  | (nl)   |
| 1er février | Sam Goddard                 | homme politique américain, gouverneur de l'Arizona de 1965 à 1967              | 86  |        |
| 1er février | Jean-Philippe Maitre        | homme politique suisse                                                         | 55  |        |
| 2 février   | Mizanur Rahman Chowdhury    | homme politique bangladais. Premier ministre de 1986 à 1988                    | 77  |        |
| 2 février   | Pat Rupp                    | joueur américain de Hockey sur glace                                           | 63  |        |
| 3 février   | Walerian Borowczyk          | réalisateur polonais                                                           | 82  |        |
| 3 février   | Işın Demirkent              | professeure d'histoire turque                                                  | 68  |        |
| 3 février   | Louis Jones                 | athlète américain                                                              | 74  |        |
| 3 février   | Al Lewis                    | acteur américain                                                               | 82  |        |
| 3 février   | Romano Mussolini            | jazzman et peintre italien                                                     | 78  |        |
| 3 février   | Pierre Potier               | pharmacien et chimiste français                                                | 71  |        |
| 4 février   | Jenő Dalnoki                | footballeur hongrois                                                           | 74  |        |
| 4 février   | Betty Friedan               | féministe américaine                                                           | 85  |        |
| 5 février   | Jean-Michel Berthelot       | sociologue français                                                            | 60  |        |
| 5 février   | Franklin Cover              | acteur américain                                                               | 77  |        |
| 5 février   | Friedrich Engel (de)        | ancien officier SS (« le Boucher de Gênes »)                                   | 97  |        |
| 5 février   | Alexis Klimov               | écrivain et philosophe québécois                                               | 68  |        |
| 6 février   | Denis Defforey              | homme d'affaires français                                                      | 80  |        |
| 6 février   | Béchir Hamza                | pédiatre tunisien                                                              | 85  |        |
| 6 février   | Moulana Abdul Mannan        | leader religieux, journaliste et homme politique bangladais                    | 71  | (en)   |
| 7 février   | Elton Dean                  | saxophoniste britannique                                                       | 60  |        |
| 8 février   | Akira Ifukube               | compositeur japonais                                                           | 91  |        |
| 8 février   | Larry Black                 | athlète américain                                                              | 54  |        |
| 8 février   | Thierry Fortineau           | comédien français                                                              | 53  |        |
| 8 février   | Ipoustéguy                  | sculpteur et peintre français                                                  | 86  |        |
| 8 février   | Madeleine Loux              | postière et résistante française                                               | 85  |        |
| 9 février   | Nadira                      | actrice et danseuse indienne                                                   | 75  |        |
| 9 février   | Simone Aubry Beaulieu       | peintre québécoise                                                             | 88  |        |
| 9 février   | Phil Brown                  | acteur américain                                                               | 89  |        |
| 9 février   | Ibolya Csák                 | athlète hongroise                                                              | 91  |        |
| 9 février   | Ron Greenwood               | footballeur et ancien sélectionneur britannique.                               | 84  |        |
| 9 février   | Freddie Laker               | homme d'affaires américain                                                     | 89  |        |
| 9 février   | Kuljeet Randhawa (en)       | actrice indienne                                                               | 30  |        |
| 9 février   | André Strappe               | Footballeur international puis entraîneur français.                            | 77  |        |
| 10 février  | J Dilla                     | acteur américain                                                               | 32  |        |
| 10 février  | Juan Soriano                | sculpteur et peintre mexicain                                                  | 85  |        |
| 11 février  | Peter Benchley              | écrivain américain                                                             | 65  |        |
| 11 février  | Ken Fletcher                | joueur de tennis australien                                                    | 65  |        |
| 11 février  | Georges Wagner              | maire de Kutzenhausen (Bas-Rhin) de 1971 à 1989                                | 85  |        |
| 12 février  | Henri Guédon                | peintre et musicien de jazz français                                           | 61  |        |
| 13 février  | Andreas Katsulas            | acteur américain                                                               | 59  |        |
| 13 février  | Fernand Tala-Ngai           | homme politique congolais. Ancien ministre des Finances.                       | 67  |        |
| 13 février  | Joseph Ujlaki               | footballeur international français.                                            | 76  |        |
| 13 février  | Bettie Wilson               | centenaire américaine. 3e personne la plus âgée du monde.                      | 115 |        |
| 14 février  | Darry Cowl                  | acteur français                                                                | 80  |        |
| 14 février  | Shoshana Damari             | chanteuse israélienne                                                          | 83  |        |
| 14 février  | Lynden David Hall           | chanteur britannique                                                           | 31  |        |
| 14 février  | Putte Wickman               | jazzman suédois                                                                | 81  |        |
| 15 février  | Anna Marly                  | chanteuse et guitariste française                                              | 88  |        |
| 15 février  | Raymond Plante              | écrivain québécois                                                             | 59  |        |
| 15 février  | Sun Yun-suan                | Premier ministre de la république de Chine (Taïwan) de 1978 à 1984             | 92  |        |
| 16 février  | Eugène Bigot                | footballeur français                                                           | 72  |        |
| 16 février  | Susie Gibson                | centenaire américaine. 3e personne la plus âgée du monde.                      | 115 |        |
| 16 février  | Rufin Grijp                 | homme politique belge                                                          | 68  |        |
| 17 février  | Ray Barretto                | percussionniste américain                                                      | 76  |        |
| 17 février  | Jacques Baumel              | homme politique français                                                       | 87  |        |
| 17 février  | Pierre Jallaud              | cinéaste français                                                              | 83  |        |
| 18 février  | Al Khatim al Khalifa        | 5ème premier ministre du Soudan                                                | 87  |        |
| 18 février  | Jean-Claude Durand          | footballeur français.                                                          | 38  |        |
| 18 février  | Richard Bright              | Acteur américain.                                                              | 68  | (en)   |
| 18 février  | Raymond Vaillant            | compositeur français                                                           | 71  |        |
| 20 février  | Luca Coscioni               | économiste et homme politique italien                                          | 38  | (it)   |
| 20 février  | Lou Gish (en)               | actrice britannique                                                            | 38  |        |
| 20 février  | Lucjan Wolanowski           | écrivain, journaliste, reporter et voyageur polonais                           | 86  |        |
| 21 février  | Guennadi Aïgui              | poète russe                                                                    | 71  |        |
| 21 février  | Paul Marcinkus              | archevêque américain                                                           | 84  |        |
| 21 février  | Mirko Marjanović (en)       | homme politique serbo-monténégrin. Premier ministre de 1994 à 2000.            | 68  |        |
| 21 février  | Sinnathamby Rajaratnam (en) | homme politique singapourien. Ministre des Affaires étrangères de 1965 à 1980. | 90  |        |
| 21 février  | Angelica Rozeanu            | joueuse de tennis de table roumaine                                            | 84  |        |
| 23 février  | Atwar Bahjat (en)           | journaliste, reporter et présentatrice irakienne                               | 30  |        |
| 23 février  | Benno Besson                | metteur en scène suisse                                                        | 83  |        |
| 23 février  | Saïd Mohamed Djohar         | ancien président des Comores                                                   | 87  |        |
| 23 février  | Michel de Séréville         | peintre français                                                               | 83  |        |
| 23 février  | Telmo Zarra                 | footballeur international espagnol.                                            | 85  |        |
| 24 février  | Don Knotts                  | acteur américain                                                               | 81  |        |
| 24 février  | Dennis Weaver               | acteur américain                                                               | 81  |        |
| 25 février  | Darren McGavin              | acteur américain                                                               | 83  |        |
| 25 février  | Micheline Tessier           | soprano québécoise                                                             | 73  |        |
| 26 février  | Tsegaye Gabre-Medhin        | poète éthiopien                                                                | 71  |        |
| 26 février  | Ferdinand Gilson            | poilu de la Première Guerre mondiale                                           | 107 |        |
| 26 février  | Kazimierz Otap              | soldat polonais                                                                | 85  |        |
| 27 février  | Igor Angulo                 | footballeur espagnol militant nationaliste basque espagnol de l'ETA            | 32  |        |
| 27 février  | Aboubaker Ezzat             | comédien égyptien                                                              | 73  |        |
| 27 février  | Paul Nothomb                | romancier et philosophe belge                                                  | 93  |        |
| 28 février  | Owen Chamberlain            | physicien américain. Prix Nobel de physique en 1959.                           | 85  |        |
| 28 février  | Arno Wallaard               | coureur cycliste néerlandais.                                                  | 26  |        |